# Milaan-Turijn 2025
De 105e editie van de wielerwedstrijd Milaan-Turijn vond plaats op 19 maart 2025. De wedstrijd startte in Rho en finishte 174 kilometer later op Superga. De wedstrijd maakte deel uit van de UCI ProSeries, met de categorie 1.Pro. De Mexicaan Isaac del Toro won de wedstrijd door in de slotfase af te rekenen met de Brit Ben Tulett en Tobias Halland Johannessen uit Noorwegen.

## Uitslag
| Plaats  | Naam                       | Ploeg                         | Tijd     |
| ------- | -------------------------- | ----------------------------- | -------- |
| Winnaar | Isaac del Toro             | UAE Team Emirates-XRG         | 3u56'49" |
| 2       | Ben Tulett                 | Visma \| Lease a Bike         | + 1"     |
| 3       | Tobias Halland Johannessen | Uno-X Mobility                | + 9"     |
| 4       | Adam Yates                 | UAE Team Emirates-XRG         | + 24"    |
| 5       | Einer Rubio                | Movistar                      | + 27"    |
| 6       | Anders Halland Johannessen | Uno-X Mobility                | + 34"    |
| 7       | Jefferson Cepeda           | EF Education-EasyPost         | + 37"    |
| 8       | Lorenzo Fortunato          | XDS Astana                    | + 38"    |
| 9       | Harold Martín López        | XDS Astana                    | + 40"    |
| 10      | Michael Storer             | Tudor                         | + 41"    |
| 11      | Steff Cras                 | TotalEnergies                 | + 43"    |
| 12      | Diego Ulissi               | XDS Astana                    | + 45"    |
| 13      | Jordan Jegat               | TotalEnergies                 | + 48"    |
| 14      | Marc Hirschi               | Tudor                         | + 49"    |
| 15      | Damien Howson              | Q36.5                         | z.t.     |
| 16      | Richard Carapaz            | EF Education-EasyPost         | + 52"    |
| 17      | David de la Cruz           | Q36.5                         | z.t.     |
| 18      | Alessandro Pinarello       | VF Group-Bardiani CSF-Faizanè | + 58"    |
| 19      | José Félix Parra           | Kern Pharma                   | + 1'05"  |
| 20      | Nahom Zeray                | JCL Team UKYO                 | + 1'08"  |
|         |                            |                               |          |
| 30      | Milan Vader                | Q36.5                         | + 1'59"  |

1876 · 1877 - 1892 · 1893 · 1894 · 1895 · 1896  · 1897 - 1902   · 1903 · 1904 · 1905 · 1906 - 1910 · 1911 · 1912 · 1913 · 1914 · 1915 · 1916 · 1917 · 1918 · 1919 · 1920 · 1921 · 1922 · 1923 · 1924 · 1925 · 1926 - 1930 · 1931 · 1932 · 1933 · 1934 · 1935 · 1936 · 1937 · 1938 · 1939 · 1940 · 1941 · 1942 · 1943 · 1944 · 1945 · 1946 · 1947 · 1948 · 1949 · 1950 · 1951 · 1952 · 1953 · 1954 · 1955 · 1956 · 1957 · 1958 · 1959 · 1960 · 1961 · 1962 · 1963 · 1964 · 1965 · 1966 · 1967 · 1968 · 1969 · 1970 · 1971 · 1972 · 1973 · 1974 · 1975 · 1976 · 1977 · 1978 · 1979 · 1980 · 1981 · 1982 · 1983 · 1984 · 1985 · 1986 · 1987 · 1988 · 1989 · 1990 · 1991 · 1992 · 1993 · 1994 · 1995 · 1996 · 1997 · 1998 · 1999 · 2000 · 2001 · 2002 · 2003 · 2004 · 2005 · 2006 · 2007 · 2008 · 2009 · 2010 · 2011 · 2012 · 2013 · 2014 · 2015 · 2016 · 2017 · 2018 · 2019 · 2020 · 2021 · 2022 · 2023 · 2024 · 2025
Ronde van Valencia ·
Ronde van Oman ·
Clásica de Almería ·
Figueira Champions Classic ·
Ronde van de Algarve ·
Ruta del Sol ·
Ardèche Classic ·
Drôme Classic ·
Kuurne-Brussel-Kuurne ·
Trofeo Laigueglia ·
Nokere Koerse ·
Milaan-Turijn ·
GP Denain ·
Bredene Koksijde Classic ·
Grote Prijs Miguel Indurain ·
Ronde van Hainan ·
Scheldeprijs ·
Brabantse Pijl ·
Ronde van de Alpen ·
Ronde van Turkije ·
Grote Prijs van de Morbihan ·
Tro Bro Léon ·
Klassiek Duinkerke-GP van de Hauts-de-France ·
Vierdaagse van Duinkerke ·
Ronde van Hongarije ·
Veenendaal-Veenendaal ·
Antwerp Port Epic ·
Boucles de la Mayenne ·
Ronde van Noorwegen ·
Ronde van Slovenië ·
Brussels Cycling Classic ·
Dwars door het Hageland ·
Mont Ventoux Dénivelé Challenge ·
Ronde van België ·
Ronde van het Qinghaimeer ·
Ronde van Wallonië ·
Ronde van Burgos ·
Arctic Race of Norway ·
Ronde van Denemarken ·
Circuit Franco-Belge ·
Ronde van Duitsland ·
Ronde van Groot-Brittannië ·
Maryland Cycling Classic ·
GP Industria & Artigianato-Larciano ·
Coppa Sabatini ·
Grote Prijs van Fourmies ·
Grote Prijs van Wallonië ·
Ronde van Luxemburg ·
Super 8 Classic ·
Ronde van Langkawi ·
Ronde van het Münsterland ·
Ronde van Emilia ·
Coppa Bernocchi ·
Ronde van de Drie Valleien ·
Ronde van Piemonte ·
Ronde van het Taihu-meer ·
Parijs-Tours ·
Ronde van Veneto ·
Japan Cup ·
Veneto Classic